# 加林德斯島

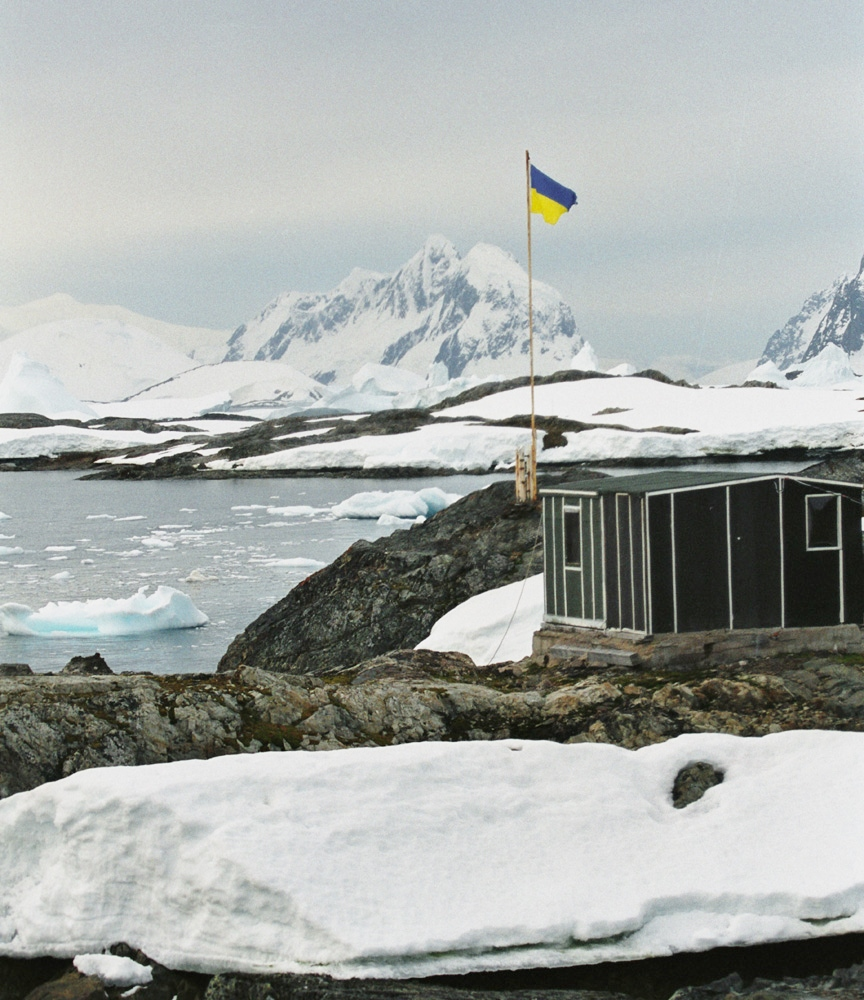

加林德斯島（英語：Galindez Island）是南極洲的島嶼，屬於威廉群島中阿根廷群島的一部分，長0.8公里，由讓-巴蒂斯特·夏古率領的法國探險隊發現。
65°15′S 64°15′W / 65.250°S 64.250°W